# 朝鮮半島の非核化に関する共同宣言
朝鮮半島の非核化に関する共同宣言（ちょうせんはんとうのひかくかにかんするきょうどうせんげん）は、大韓民国と朝鮮民主主義人民共和国との間でなされた朝鮮半島の核兵器に関する共同宣言。1991年12月31日採択され、1992年1月20日署名、2月19日発効。冷戦の終結に伴い、1991年9月18日には韓国と北朝鮮が同時に国際連合に加盟する等、南北関係の変化が期待された時期であった。この共同宣言では、朝鮮半島の非核兵器化を謳ったが、相互査察は実行されず、北朝鮮の核兵器開発は継続されるなど、実効性は伴わなかった。なお、在韓米軍は1991年に核兵器を撤去していた。

## 主な内容
- 南北両国は、核兵器の実験、製造・生産、配備、所有、使用を行わない。
- 南北両国は、平和利用のみに核技術を利用する。
- 南北両国は、核再処理施設及びウラン濃縮施設を保有しない。
- 南北両国は、非核化の検証のため、合同核管理員会を設置し、双方の合意の下、査察を行う。